# Ivano-Frankivsk oblast
Ivano-Frankivsk oblast (ukrainsk: Івано-Франківська область, tr. Ivano-Frankivska oblast; også kaldet Prykarpattja (ukrainsk: Прикарпаття) eller tidligere Stanislavsjtsjina eller Stanislavivsjtsjina (ukrainsk: Станіславщина eller Станиславівщина) er en af Ukraines 24 oblaster beliggende i den vestlige del af landet.
Oblasten ligger dels på Den Østeuropæiske Slette og dels i De Østlige Karpater og kan opdeles i tre regioner: bjergrig, bakket og sletteland. Oblasten har en 50 km lang statsgrænse til Rumænien (Maramureș) mod syd, og den grænser derudover op til Lviv oblast mod nord og vest, Zakarpatska oblast mod syd-vest, Tjernivtsi oblast mod syd-øst og Ternopil oblast mod øst.
Ivano-Frankivsk oblast blev grundlagt den 4. december 1939 . Den har et areal på 13.900 km2
og er dermed den arealmæssigt tredje største oblast i Ukraine, og et indbyggertal på 1.351.822 (2022) indbyggere. Oblastens hovedby og administrative center er byen Ivano-Frankivsk med 238.196(2022) indbyggere. Andre større byer er Kalusj (67.624), Kolomyja (61.429), Nadvirna (21.930) og Dolyna (20.654).